# Liste des accidents ferroviaires en France en 1905
Pour des articles plus généraux, voir Liste des accidents ferroviaires en France, Liste des accidents ferroviaires en France au XXe siècle et Liste des accidents ferroviaires en France dans les années 1900.
La liste des accidents ferroviaires en France en 1905 est une liste non exhaustive, chronologique.

## Mars
- 30 mars 1905 - Sur la ligne de Sceaux, vers 6 heures 30, la locomotive d'un train parti de la gare du Luxembourg à destination de Limours déraille dans une tranchée en courbe entre Arcueil-Cachan et Bourg-la-Reine où la vitesse limitée à 65 kilomètres à l'heure est encore excessive compte tenu du mauvais état de la voie. Le tender, le fourgon et les voitures la percutent et s'entassent entre les parois encaissées. Un incendie se déclare. On dénombrera trois morts et neuf blessés[1].

## Septembre
- 15 septembre 1905 - Sur la ligne de Laqueuille à Clermont-Ferrand, après la gare de Volvic, vers 3 heures, sur le rail mouillé par la pluie, un train de marchandises patine et dévale tous freins serrés la rampe de 25 pour 1000 menant à Clermont-Ferrand, où il percute un convoi vide en manœuvre. Le mécanicien, le chauffeur et un homme d'équipe sont tués[2].

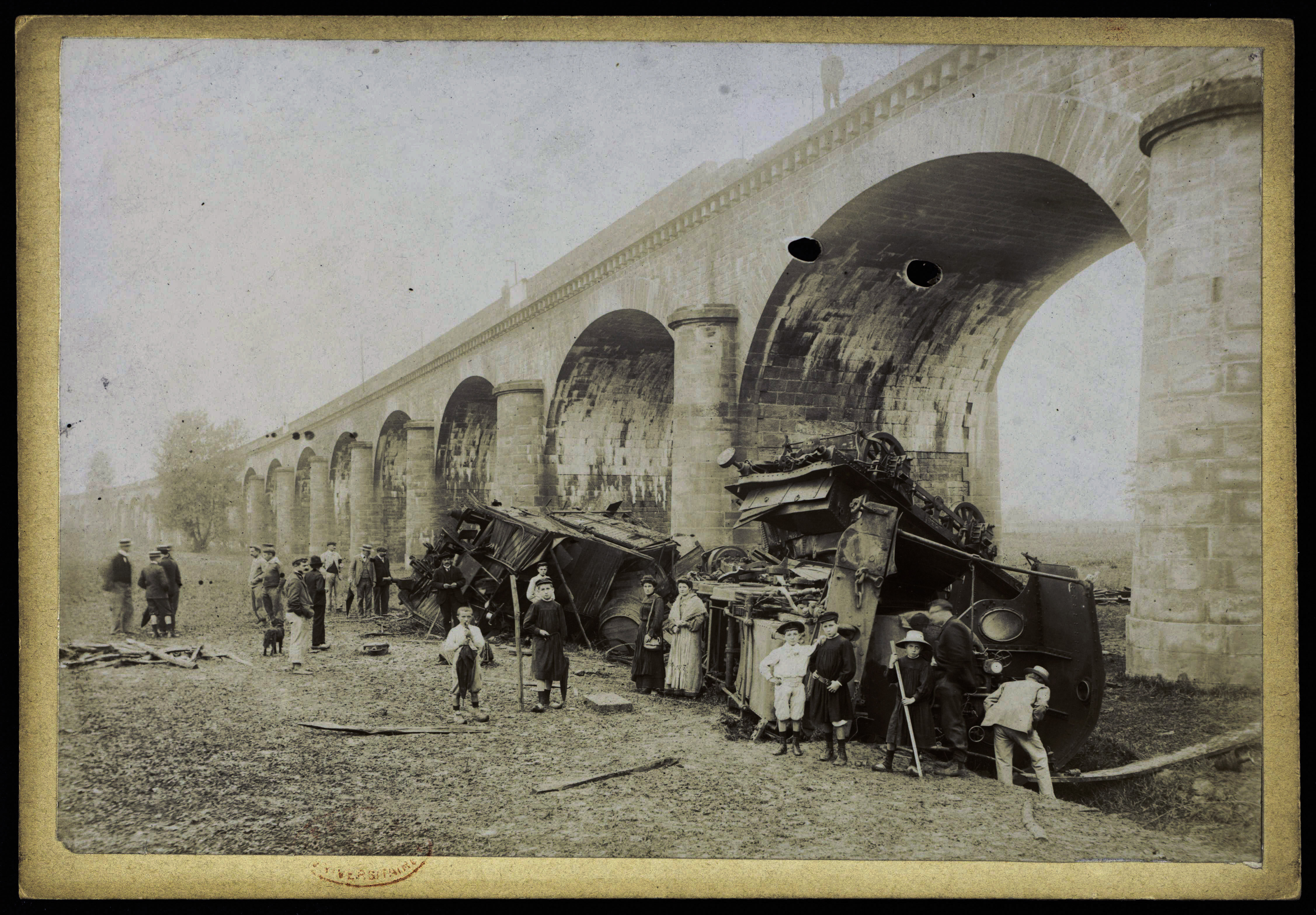
Accident du 24 septembre 1905

- 24 septembre 1905 - Sur la ligne Bordeaux-Montauban, près de Langon, 32 wagons d'un train de marchandises allant vers Bordeaux partent en dérive après une rupture d'attelage, et viennent heurter à Saint-Macaire un train suivant le précédent à deux minutes d'intervalle, précipitant sa locomotive en bas d'un viaduc. Le mécanicien, le chauffeur et un garde-frein sont tués[3].

## Octobre
- 3 octobre 1905 - Au petit matin, à Dieupentale, près de Montauban (Tarn-et-Garonne), sur la ligne Paris-Toulouse, le rapide Toulouse-Paris prend en écharpe la locomotive d'un train de marchandises quittant sa voie de garage, tuant son mécanicien. Deux cheminots du rapide et un agent des Postes sont blessés, mais tous les voyageurs sont indemnes[4].
- 7 octobre 1905 - À Glanges, entre Brive et Limoges, sur la ligne Paris-Toulouse, vers 5 heures 20, un train de marchandises tamponne dans le brouillard le fourgon et une voiture de queue du rapide Toulouse-Paris, arrêté à un sémaphore par suite de la panne de l'omnibus qui le précède. L'accident fait un mort et quatre blessés, dont un député de la Corrèze[5].

## Novembre
- 5 novembre 1905 - Sur la ligne de Clermont-Ferrand à Nîmes, au soir, un train de marchandises déraille à l'entrée en gare de Concoules. Le mécanicien et le chauffeur sont tués, le conducteur[6] est grièvement blessé[7].
- 20 novembre 1905 - Vers 8 heures, en gare de Montréjeau, sur la ligne Toulouse- Bayonne, le train de voyageurs arrivant de Toulouse est aiguillé par erreur vers une voie où stationne déjà un train de marchandises. Dans le choc, le mécanicien et le chauffeur sont tués, trois cheminots et dix-neuf voyageurs sont blessés[8].